# Digitaria tricholaenoides
Digitaria tricholaenoides är en gräsart som beskrevs av Otto Stapf. Digitaria tricholaenoides ingår i släktet fingerhirser, och familjen gräs. Inga underarter finns listade i Catalogue of Life.